# Yaeyama
Cet article concerne une langue. Pour les îles du même nom, voir Îles Yaeyama.
Le yaeyama (八重山物言/八重山語, Yaeyama hōgen / Yaeyama-go, connu localement sous le nom yaimamuni, ヤイマムニ) est une langue japonique parlée dans les îles Yaeyama, au sud de la préfecture d'Okinawa. Il fait partie de la branche sud des langues ryukyu et est proche du miyako et du yonaguni.
Il peut être séparé en plusieurs dialectes correspondant aux grandes îles de l'archipel Yaeyama :
- Ishigaki-jima
- Iriomote-jima
- Taketomi-jima